# 透明嶺鰍
透明嶺鰍（學名：Oreonectes translucens），為輻鰭魚綱鯉形目條鰍科嶺鰍屬的其中一種。分布於亞洲中國廣西壯族自治區地下溶洞，本魚體延長且側扁，口下位，觸鬚3對，無眼，身體裸露無鱗，體呈半透明，魚鰭透明，背鰭位於體後側，背鰭軟條11枚，臀鰭軟條9枚，脊椎骨36個，體長可達4.6公分，棲息在洞穴底層水域，生活習性不明。

## 扩展阅读
維基物種上的相關：透明嶺鰍